# Weinbergspavillon Jägerhofstraße 17a (Radebeul)

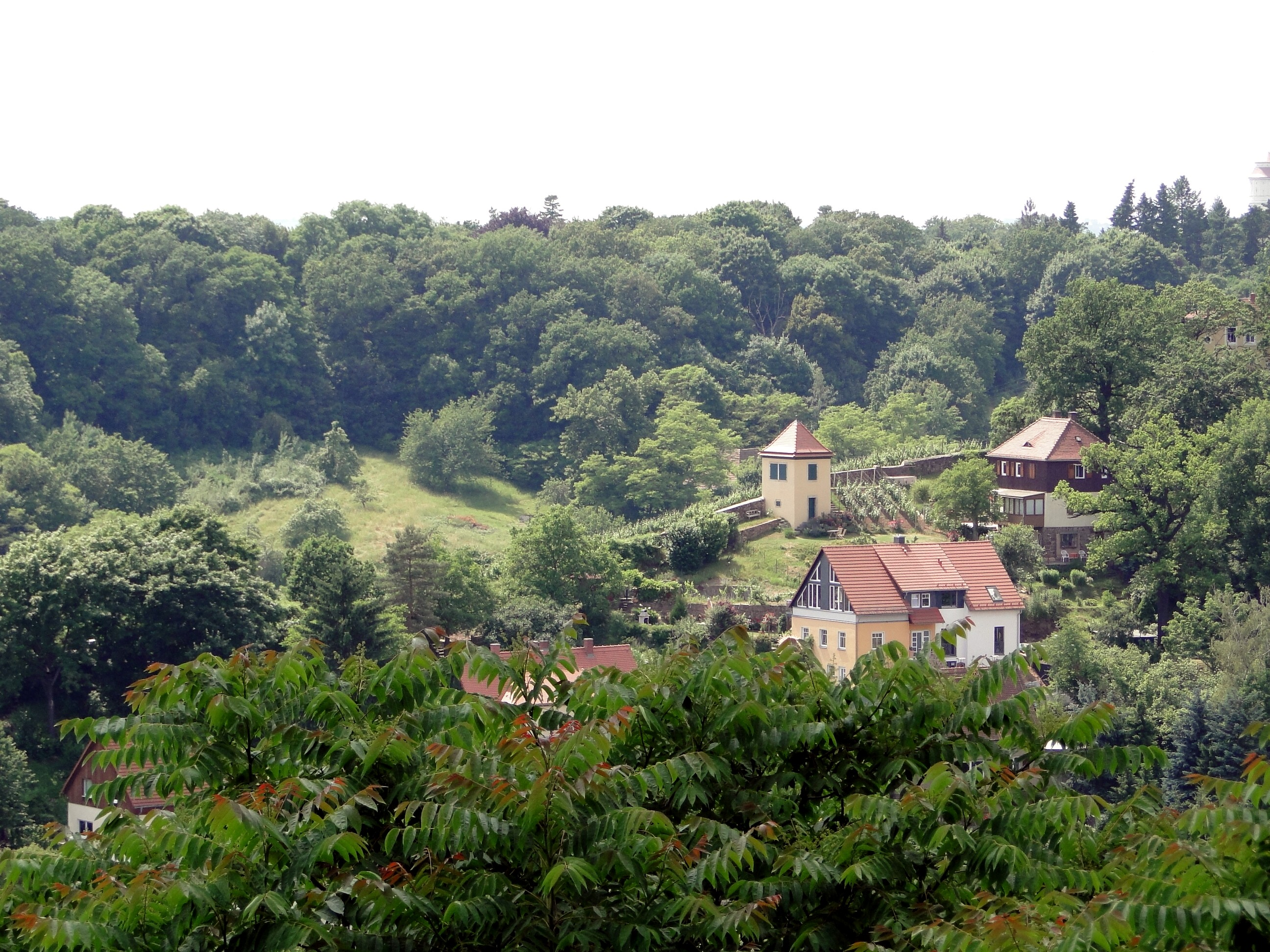
Weinbergspavillon oberhalb der nach Süden abfallenden Weinberge (vom Aussichtspunkt Pfeifferweg aus gesehen)

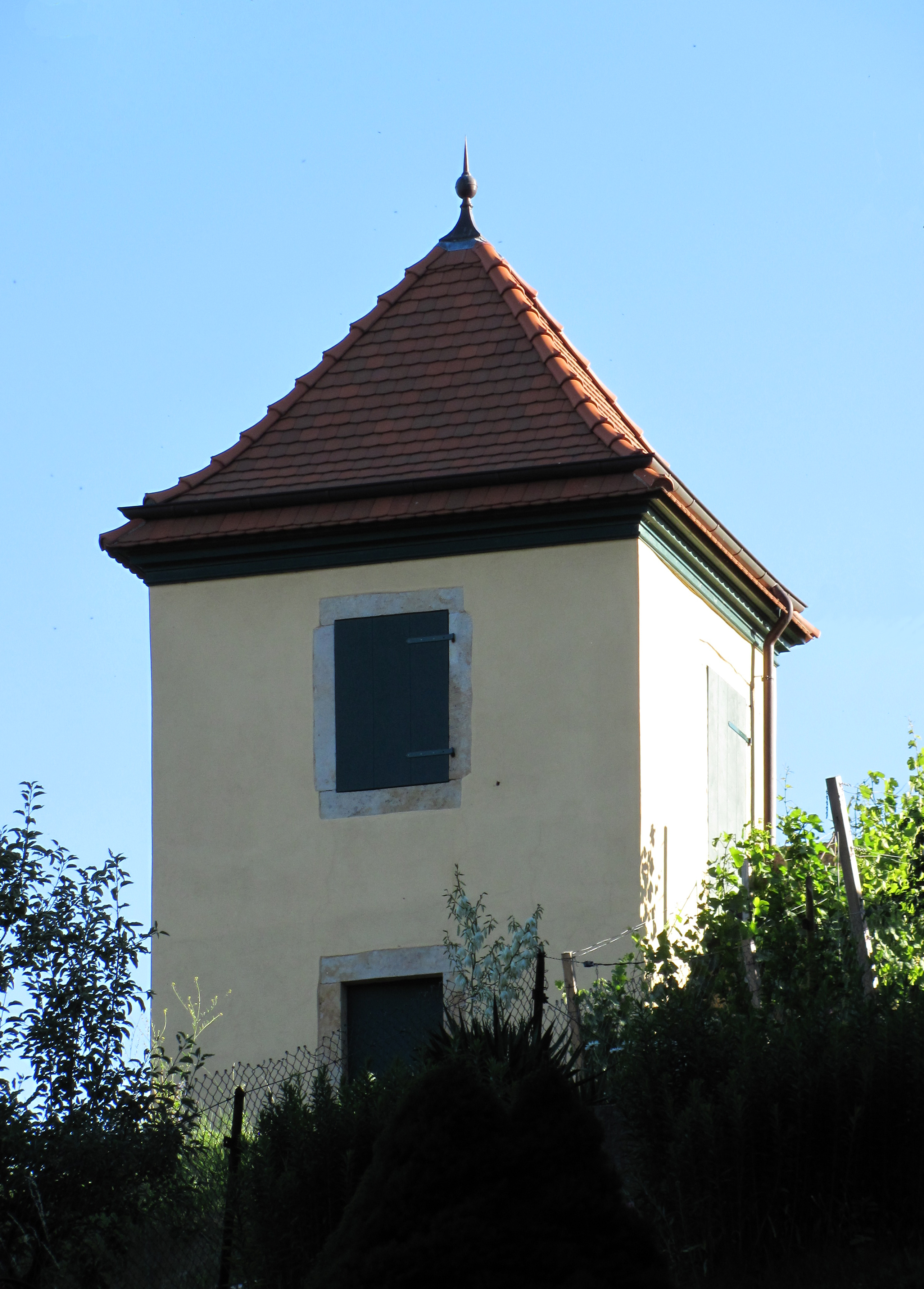
Weinbergspavillon, von der Jägerhofstraße aus

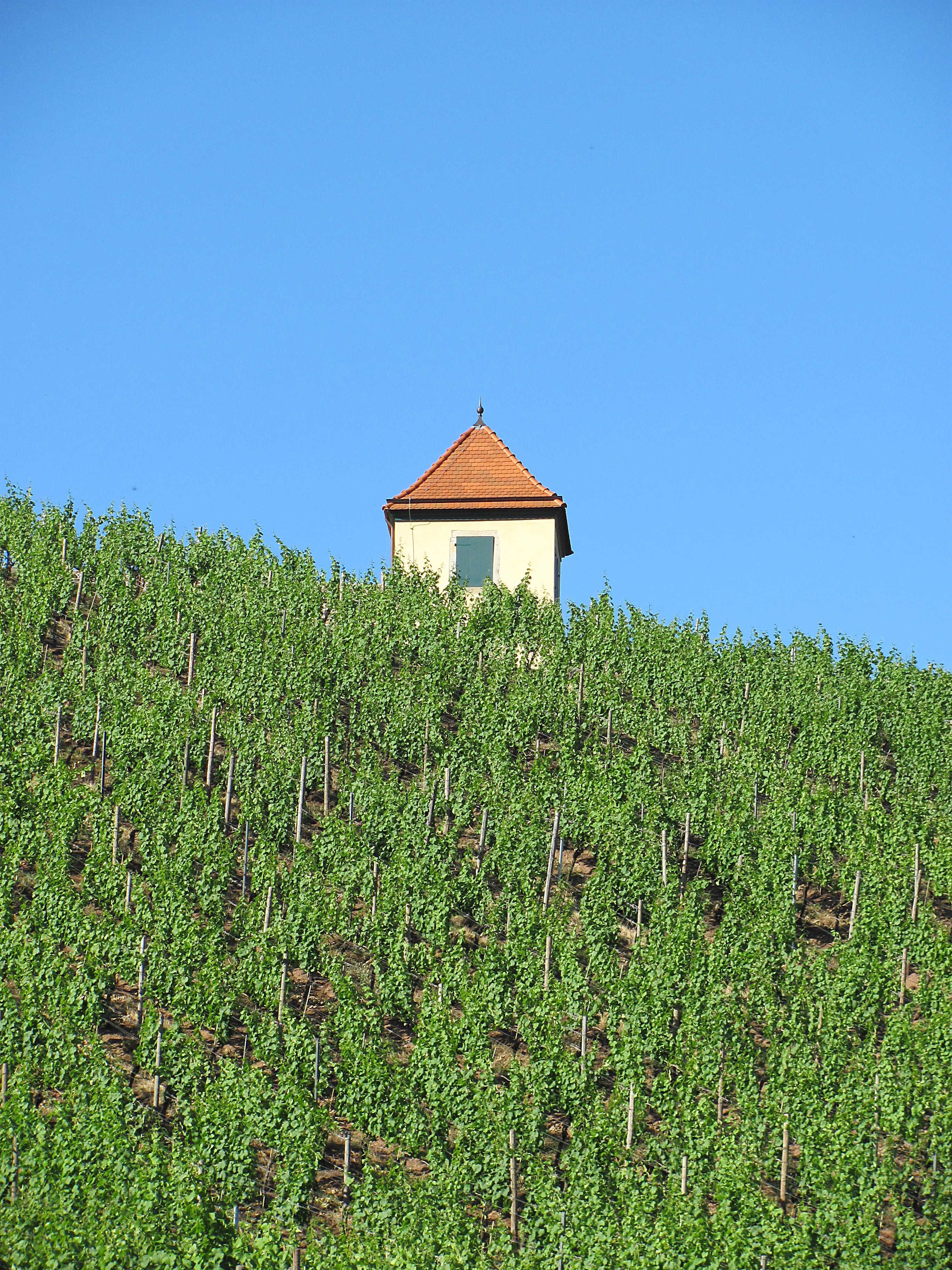
Weinbergspavillon oberhalb der Weinberge (von Süden aus)

Der Weinbergspavillon in der Jägerhofstraße 17a steht im Stadtteil Niederlößnitz der sächsischen Stadt Radebeul inmitten des Denkmalschutzgebiets Historische Weinberglandschaft Radebeul.

## Beschreibung
Das mit Einfriedungsmauer denkmalgeschützte Weinberghäuschen steht, in diese auch eingebunden, auf einer Bruchstein-Weinbergsmauer oberhalb der weitläufig nach Süden abfallenden Weinberge Paradies und Auf den Bergen, wo die Goldschmidtvilla liegt.
Das quadratische, schlicht verputzte Gebäude hat eine Seitenlänge von jeweils 4 Metern bei einer Gesamthöhe von 8,80 Metern. Der von einem hohen Zeltdach mit Formziegeln bedeckte Pavillon hat wegen der nach Nordosten zur Straße hin ebenfalls abfallenden Lage dort zwei Geschosse nebst einer Eingangstür. Zum Weinberghäuschen führen zwei Freitreppen.
Der Denkmalwert ergibt sich insbesondere aus: „wissenschaftlich-dokumentarische Bedeutung, besonders hoher kulturhistorischer und landschaftsgestalterischer Wert“. Der Bau steht bereits seit mindestens 1973 unter Denkmalschutz.

## Geschichte
Vermutungen nach sollte der Weinbergspavillon aus der Zeit um 1800 stammen. Aktenkundig wird der Bau im Mai 1901 mit der Anmeldung bei der Sächsischen Brandkasse als „massives Lusthaus“ durch die Bauherren Carl Georg Semper und Adolf Louis Eberhardt (den Besitzer des nahegelegenen Gasthauses „Zum Jägerhof“), der Entwurf stammte vom Baumeister Adolf Neumann. Bereits 1894 hatte Semper als Bauunternehmer nach Entwurf von Neumann die im Tal liegende Goldschmidtvilla errichtet.